# دودمان اشکانی ایبری
دودمان اشکانی ایبری (گرجی: არშაკიანი، آرشاکیانی یا არშაკუნიანი، آرشاکونیانی) شاخه‌ای از دودمان اشکانی بودند که بر پادشاهی ایبری از ۱۸۹ میلادی تا ۲۸۴ میلادی تا زمانی که توسط خسرویانی‌ها منقرض شدند حکم می‌راندند.
با وجود سقوط دولت اشکانی در ایران دودمان اشکانی همچنان در قالب اشکانیان ارمنستان و اشکانیان ایبری تا قرن‌ها بر منطقه قفقاز حکومت می‌کردند.

## تاریخچه
هنگامی که اشکانیان در دوران بلاش پنجم (ح. ۱۸۰–۱۹۱ میلادی) چیرگی خود بر ارمنستان را در سال ۱۸۰ میلادی استوار ساختند، توجه خود را بر مداخله در ایبری(گرجستان کنونی) متمرکز نمودند. براساس تواریخ قرون وسطی گرجستان، بلاش پنجم به اشراف سرکش ایبری یاری رساند تا برادر همسرش آمازاسپ دوم ایبری که آخرین فرناوازی بود را سرنگون ساخته و پسرش رِو اول را جایگزین وی کنند. حکومت او (۱۸۹–۲۱۶ میلادی) سرآغاز حکومت دودمان اشکانیان ایبری بود.
درحالی که اشکانیان حکومت سه سرزمین قفقاز (ارمنستان، ایبریا و اران) را در دست گرفتند، در سال ۲۲۶م در سرزمین اصلی خود ایران از قدرت سرنگون شدند و سلسله قدرتمندتر ساسانی بر سرکار آمد. ساسانیان با جایگزینی دولت اشکانیان با یک دولت متمرکز و قوی، جهت‌گیری سیاسی ایبری (که طرفدار روم بود) را تغییر دادند و آن را به یک دولت خراج‌گذار تبدیل نمودند. شاپور یکم (ح. ۲۴۲–۲۷۲ میلادی) فرمانداری دست‌نشانده به نام آمازاسپ سوم (ح. ۲۶۰–۲۶۵) را برای حکومت در ایبری منصوب نمود که به گمان زیاد رقیب یا دشمن مهرداد دوم ایبری بود. در سال ۲۸۴ میلادی، با مرگ آسپاگور اول، سلسله اشکانیان ایبری پایان یافت و ساسانیان با دخالت در یک درگیری داخلی در امپراتوری روم فرد مورد نظر خود مهران سوم از سلسله خسرویان را برای حکم‌رانی در ایبری منصوب نمودند.